# Observatoire français des conjonctures économiques

Ancien logo

L'Observatoire français des conjonctures économiques (OFCE) est un organisme français, de prévision et d'évaluation des politiques publiques au sein de la Fondation nationale des sciences politiques (Institut d'études politiques de Paris). 

## Description
La mission de l'OFCE est « d'étudier en toute indépendance la conjoncture de l'économie française, ses structures et son environnement extérieur […] et de formuler, dans la mesure où il l'estimera possible, des prévisions économiques à court, moyen et long terme». 
Xavier Ragot, ancien conseiller économique d'Arnaud Montebourg de juin 2012 à août 2013, est nommé président en juin 2014. Il succède à Philippe Weil qui avait pris ses fonctions en janvier 2011.
L'OFCE compte une quarantaine de chercheurs dans quatre départements :
- département Analyse et Prévision ;
- département Économie et Environnement ;
- département Études ;
- département Innovation et Concurrence.

Il est financé par le ministère de l'Enseignement supérieur et de la Recherche.

## Histoire
L'Observatoire français des conjonctures économiques est fondé par Jean-Marcel Jeanneney en 1981, avec l'appui du Premier ministre Raymond Barre.
Jean-Paul Fitoussi est nommé, en 1990, président de l'OFCE. Mobilisant son entregent lié à sa présidence concomitante de l'International Economic Association, Fitoussi fait venir à l'OFCE et à Sciences Po des économistes de premier plan à l'instar d'Anthony B. Atkinson, Olivier Blanchard, Edmond Malinvaud, Edmund Phelps et Robert Solow. Le groupe publie trois volumes d'articles de recherche, et est pionnier dans l'analyse du concept de désinflation compétitive en 1992.

## Prises de position et prévisions
En 1997, l'OFCE s'est fait remarquer par ses prises de position en faveur de la loi des 35 heures. Il écrit dans sa Lettre de l’OFCE, no 112 (mars 1993) : « il s’agit du moyen le plus efficace pour réduire de manière significative le niveau du chômage dans un délai raisonnable ». Encore en 2001, l'OFCE s'exprime en termes très favorables à propos des 35 heures.
Les économistes de l'OFCE considèrent que la dépense publique ne constitue pas un frein à la croissance, mais au contraire peut permettre de relancer l'économie et l'activité. De ce fait, ils estiment qu'il n'est pas nécessaire de prendre pour objectif l'équilibre des finances publiques (en période de crise).
En 2014, Éric Heyer, directeur adjoint au département analyse et prévision, estime que François Hollande a quasiment respecté son engagement en matière de chômage des jeunes de moins de 25 ans. Pour parvenir à de meilleurs résultats, le gouvernement devrait mener une « politique de croissance » et non celle, « qui vise, sous les diktats de Bruxelles, essentiellement à réduire rapidement les déficits publics ». En mai 2015, Henri Sterdyniak, économiste à l'OFCE, donne également raison à François Hollande estimant qu'une « tendance nette » de baisse du chômage se dessine.
En avril 2015, l'OFCE prévoit une progression du PIB estimée à 2,1 % pour 2016. Les raisons de cette amélioration sont la politique de quantitative easing de la Banque centrale européenne, le frein donné aux économies budgétaires du gouvernement Valls, ainsi que la chute des prix du pétrole. L'OFCE prévoit également que 205 000 emplois pourraient être créés en 2015, dont 178 000 emplois dans le secteur marchand (le chiffre réel sera de 82 300 emplois). En 2016, le taux de chômage ne serait plus que de 9,5 % avec la création de près de 220 000 emplois dans le secteur marchand. Le déficit public diminuera significativement pour s'établir à 3,1 % en 2016. En avril 2016, l'OFCE rectifie sa prévision et annonce 1,6 % de croissance du PIB pour 2016. En 2017, l'économie française devrait continuer à créer près de 165 000 emplois. Finalement, la croissance n'aura atteint que 1,1 % cette année selon l'Insee.
En juin 2016, Éric Heyer s'oppose à Jean Tirole en affirmant que la réduction du temps de travail n'est pas une « ineptie ». En opposition au prix Nobel d'économie qui mettait en avant les « lois économiques scientifiques » parce que vérifiées par les études publiées prouvant que la réduction du temps de travail n'a aucun effet positif sur l'emploi, Heyer argumente que l'économie n'est pas « une science dure, exacte » et que les 35 heures ont été bénéfiques pour l´emploi sans néanmoins comparer l'évolution de l'emploi en France par rapport à ses voisins européens durant la même période.
En octobre 2016, Guillaume Allègre et al. sortent une note proposant de faire payer des prélèvements sociaux aux propriétaires occupants, cela signifie notamment d'introduire une « taxation des loyers implicites », expression désignant le loyer qu'un propriétaire pourrait percevoir s'il louait son logement, car, selon les auteurs, les deux grands absents de la taxation du capital seraient le logement principal et les plus-values réalisées sur celui-ci.
En février 2017, l'OFCE prévoit une baisse importante du chômage pour les années à venir, atteignant 8,7 % pour 2019-2020 puis 7,7 % en 2022. Cette prévision est en contradiction avec une étude de l'Unédic de fin 2016, qui prévoit une légère hausse du chômage jusqu'en 2019 à 9,6 %.
En février 2020, l'OFCE publie une étude selon laquelle le budget 2020 appauvrirait les plus pauvres.
En juin 2020, elle publie une étude illustrant que le mandat de la Banque centrale européenne ne peut se limiter à la seule surveillance du niveau d'inflation.
En février 2023, l'OFCE publie deux notes en collaboration avec France Stratégie relatives aux rapports entre l'inflation, d'une part, et l'âge et le lieu de résidence, d'autre part. Il est ainsi révélé que « un ménage dont la personne de référence est âgée de plus de 65 ans connaît un taux d’inflation supérieur de 0,6 point par rapport à l’inflation moyenne ».

## Présidents
- 1981-1989 : Jean-Marcel Jeanneney
- 1989-2010 : Jean-Paul Fitoussi[24]
- 2011-2014 : Philippe Weil[25]
- Depuis 2014 : Xavier Ragot[26]

## Personnalités notables
- Xavier Timbeau, directeur principal.
- Éric Heyer, directeur du département « Analyse et Prévision ».
- Jérôme Creel, directeur du département des études.
- Anne Épaulard, directrice du département Économie et Environnement
- Sarah Guillou, directrice du département « Innovation et Concurrence ».
- Hélène Périvier, économiste au département des études, responsable - programme PRESAGE (programme de recherche et d'enseignement des savoirs sur le genre).
- Guillaume Allègre, économiste au département des études.
- Éloi Laurent, économiste au département des études.

## Siège
Jusqu'en 2017, son siège est situé au 69 quai d'Orsay (7e arrondissement de Paris) et, depuis 2017, au 10 place de Catalogne (14e arrondissement de Paris).